# 1998年長野オリンピックのウクライナ選手団
1998年長野オリンピックのウクライナ選手団（1998ねんながのオリンピックのウクライナせんしゅだん）は、1998年2月7日から2月22日まで、日本の長野県長野市を中心とする地域を会場として開催された1998年長野オリンピックのウクライナ選手団、およびその競技結果。

## 概要
今大会は銀メダル1個を獲得した。

## メダル
| メダル | 選手名             | 競技         | 種目     |
| ------ | ------------------ | ------------ | -------- |
| 銀     | エレーナ・ペトロワ | バイアスロン | 女子個人 |